# Госайкунда
Госайкунда (неп. गोसाइँकुण्ड) — озеро в Гімалаях (Лангтанг), популярне місце паломництва в індуїзмі. Розташовано на території округу Расува в Непалі, на висоті 4380 метрів над рівнем моря. Озеро є джерелом річки Трішулі і розташовано на популярному туристичному маршруті Дунче-Госайкунда-Хеламбу. У цьому регіоні в цілому розташовано 108 озер і високогірний перевал Лаурібіна (4610 метрів над рівнем моря). Під льодом озеро знаходиться шість місяців в році (з жовтня по червень).
Уряд оголосив в 2011 році про проект будівництва кабельного підйомника між Дунче і озером Госайкунда.